# آناندا کریشنان
آناندا کریشنان (انگلیسی: Ananda Krishnan؛ زادهٔ ۱ آوریل ۱۹۳۸ – درگذشتهٔ ۲۸ نوامبر ۲۰۲۴) کارآفرین و سرمایه‌دار اهل مالزی هندی‌تبار بود.
آناندا کریشنان کارآفرینی میلیاردر بود که عمدتا به خاطر ساخت برج های مختلف در جهان شناخته می‌شد و دارایی او در سال ۲۰۱۸ معادل ۶.۴ میلیارد دلار تخمین زده شد. معروف ترین برجی که کریشنان بنا نهاده است، برج های دو قلوی مالزی می باشد که در رده بندی زیباترین برج های جهان در فهرست دهم برج زیبای دنیا قرار گرفت.
کریشنان در ۲۸ نوامبر ۲۰۲۴، در کوالا لامپور، در سن ۸۶ سالگی درگذشت.